# کوین اش
 کوین اش (انگلیسی: James Ivory؛ زاده ۱۹۷۵ سپتامبر ۵) کارگردان و تهیه‌کننده فیلم آمریکایی است. از جمله آثار او می‌توان به افسرده و غلتک‌های مقدس اشاره کرد.